# Лупень (Харгіта)
Лупень, Лупені (рум. Lupeni) — село у повіті Харгіта в Румунії. Адміністративний центр комуни Лупень.
Село розташоване на відстані 226 км на північ від Бухареста, 44 км на захід від М'єркуря-Чука, 131 км на схід від Клуж-Напоки, 85 км на північ від Брашова.

## Населення
За даними перепису населення 2002 року у селі проживали 1808 осіб.
Національний склад населення села:
| Національність | Кількість осіб | Відсоток |
| -------------- | -------------- | -------- |
| угорці         | 1786           | 98,8%    |
| румуни         | 22             | 1,2%     |

Рідною мовою назвали:
| Мова      | Кількість осіб | Відсоток |
| --------- | -------------- | -------- |
| угорська  | 1786           | 98,8%    |
| румунська | 22             | 1,2%     |